# The Capture
The Capture är en brittisk kriminal- och thrillerserie från 2019, där säsong 1 hade premiär i Sverige den 26 november detta år på C More. Säsong 2 hade svensk premiär på TV4 Play och TV4 den 16 maj  2023.

## Om TV-serien
Första säsongen består av sex avsnitt. Även säsong 2, som hade premiär i Storbritannien år 2022, består av sex avsnitt. Serien är skapad av Ben Chanan som även skrivit manus och svarat för regin.

## Handling
Serien kretsar kring den ambitiösa polisen Rachel Carey och utspelar sig i ett övervakningssamhälle där digitalt material går att manipulera. 
I säsong 1 tror sig Carey upptäckt en konspiration i samband med att den misstänkte kidnapparen Shaun hävdar att han är ett offer för falska videobevis. I säsong 2 utmanas den demokratiska processen av deepfake och hackade tv-kanaler.

## Roller i urval
- Holliday Grainger -  Rachel Carey
- Cavan Clerkin - Patrick Flynn
- Ginny Holder -  Nadia Latif
- Ben Miles -  Danny Hart
- Ron Perlman - Frank Napier
- Lia Williams - Gemma Garland
- Nigel Lindsay - Tom Kendricks
- Daisy Waterstone - Abigail Carey
- Peter Singh - Phillips
- Callum Turner - Shaun Emery
- Sophia Brown - Karen Merville
- Paul Ritter - Marcus Levy
- Famke Janssen - Jessica Mallory
- Laura Haddock - Hannah Roberts